# Martin Karplus
Martin Karplus   (Viena, 15 de març de 1930 - Cambridge, 28 de desembre de 2024) va ser un químic teòric austríac (nacionalitzat estatunidenc) i professor de la Universitat Harvard. En 2013, va ser guardonat amb el Premi Nobel de Química, juntament amb Michael Levitt i Arieh Warshel pel desenvolupament de programes informàtics que permeten entendre i predir el comportament de complexos processos químics.